# Wolfgang Rathert

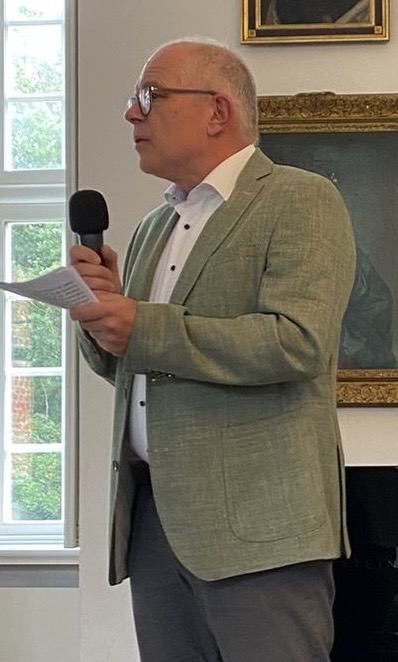
Wolfgang Rathert auf dem Festival „Raritäten der Klaviermusik“, Husum 2024

Wolfgang Rathert (* 17. Juli 1960 in Minden) ist ein deutscher Musikwissenschaftler und Musikbibliothekar.

## Leben und Wirken
Wolfgang Rathert legte während seiner Schulzeit die C-Prüfung als Kirchenmusiker ab und erwarb das Abitur am Herder-Gymnasium Minden. Nach dem Zivildienst studierte er von 1980 bis 1987 an der Freien Universität Berlin Historische Musikwissenschaft, Philosophie und Neuere Geschichte. 1987 wurde er bei Rudolf Stephan mit einer Arbeit über den US-amerikanischen Komponisten Charles Ives zum Dr. phil. promoviert.
Anschließend war er Mitarbeiter beim Handbuch der historischen Buchbestände und danach mit einem Stipendium der Deutschen Forschungsgemeinschaft Postdoktorand an der Paul-Sacher-Stiftung in Basel. Von 1989 bis 1991 absolvierte er eine Laufbahnausbildung zum Wissenschaftlichen Bibliothekar an der Staatsbibliothek zu Berlin und an der Fachhochschule für Bibliotheks- und Dokumentationswesen Köln, die er mit einer Assessorarbeit über die historische Textbuchsammlung (Opernlibretti) der Musikabteilung der Berliner Staatsbibliothek abschloss.
Von 1991 bis 2002 leitete er die Abteilung Musik und Darstellende Kunst der Bibliothek der Universität der Künste Berlin. 1994/1995 war er Leiter der Musikabteilung der Sächsischen Landesbibliothek – Staats- und Universitätsbibliothek Dresden. Von 1996 bis 2002 war er Lehrbeauftragter bzw. Privatdozent an der Humboldt-Universität zu Berlin, an der sich 1999 unter dem Mentorat von Hermann Danuser habilitierte. Im Sommersemester 2000 vertrat er den Lehrstuhl von Wilhelm Seidel am Musikwissenschaftlichen Institut der Universität Leipzig.
2002 wurde er als Professor für Historische Musikwissenschaft mit Schwerpunkt 20. Jahrhundert und neue Musik an das Institut für Musikwissenschaft der Ludwig-Maximilians-Universität München berufen. Er hielt Gastvorträge unter anderem an der Cornell University, an der Harvard University, an der University of Illinois at Urbana-Champaign und an der Seoul National University.
Wolfgang Rathert ist seit 2012 Mitglied des Stiftungsrats der Géza Anda-Stiftung in Zürich, seit 2014 Mitglied des Stiftungsrats der Paul Sacher Stiftung und seit 2022 Vorsitzender ihres Wissenschaftlichen Beirats. Er ist außerdem Vorsitzender der Jury des Schneider-Schott-Musikpreises Mainz und des Beirats des Deutschen Musikarchivs sowie stellvertretender Geschäftsführer der Karl Amadeus Hartmann-Gesellschaft München. Er gehört dem Advisory Board der Buchreihe Musical Cultures of the Twentieth Century an und war von 2004 bis 2022 Mitglied des Wissenschaftlichen Beirats der Zeitschrift Musik-Konzepte.

## Auszeichnungen
- 1988: Joachim-Tiburtius-Preis des Landes Berlin für herausragende Dissertationen

## Veröffentlichungen
Autor:
- The Seen and Unseen. Studien zum Werk von Charles Ives. Dissertation. Freie Universität Berlin 1987. Katzbichler, München/Salzburg 1991, ISBN 3-87397-078-3.
- Charles Ives. Wissenschaftliche Buchgesellschaft, Darmstadt 1989, ISBN 3-534-03249-7. 2. Auflage 1996.
- Die Textbuchsammlung der Musikabteilung der Deutschen Staatsbibliothek Berlin unter besonderer Berücksichtigung der Mozartopern. Assessorarbeit. Fachhochschule für Bibliotheks- und Dokumentationswesen, Köln 1991.
- (Mitautor): Die Max-Reger-Sammlung im Stadtarchiv Weiden i. d. OPf. Carus, Stuttgart 2007, ISBN 978-3-89948-086-3.
- mit Berndt Ostendorf: Musik der USA. Kultur- und musikgeschichtliche Streifzüge. Wolke, Hofheim 2018, ISBN 978-3-95593-112-4.
- Géza Anda. Pianist. Ein Panorama zum 100. Geburtstag / A Panorama on his 100th Birthday. Deutsch und Englisch. Wolke, Hofheim 2021, ISBN 978-3-95593-104-9.

Herausgeberschaft:
- mit Dietmar Schenk: Pianisten in Berlin. Klavierspiel und Klavierausbildung seit dem 19. Jahrhundert. Hochschule der Künste Berlin, Berlin 1999, ISBN 3-89462-068-4.
- mit Dietmar Schenk: Carl Flesch und Max Rostal. Aspekte der Berliner Streichertradition. Universität der Künste Berlin, Berlin 2002, ISBN 3-89462-090-0.
- mit Giselher Schubert: Musikkultur in der Weimarer Republik. Schott, Mainz u. a. 2001, ISBN 3-7957-0114-7.
- mit Jürgen Selk: Kurt Weill: Chamber Music. Partitur und kritische Kommentierung. Kurt Weill Foundation for Music, New York 2004, ISBN 0-913574-63-5.
- mit Herbert Schneider, Karl Anton Rickenbacher: Olivier Messiaen: Texte, Analysen, Zeugnisse. 2 Bände. Olms, Hildesheim.
Band 1: Texte aus dem Traité de rythme, de couleur et d’ornithologie. 2012, ISBN 978-3-487-14765-9.
Band 2: Das Werk im historischen und analytischen Kontext. 2013, ISBN 978-3-487-14766-6.
- mit Carol J. Oja, Anne C. Shreffler, Felix Meyer: Crosscurrents. European and American Music in Interaction, 1900–2000. Proceedings of the Conferences at Cambridge, Mass. 2008, and Munich 2009. Boydell, Suffolk 2014, ISBN 978-1-84383-900-2.
- mit Burcu Dogramaci, Berenika Szymanski-Düll: Leave, left, left. Migrationsphänomene in den Künsten in aktueller und historischer Perspektive. Neofelis, Berlin 2019, ISBN 978-3-95808-241-0.
- mit Andreas Hérm Baumgartner unter Mitarbeit von Vinzenz Wolf: „Offenheit, Treue, Brüderlichkeit …“ Karl Amadeus und Elisabeth Hartmann im Briefwechsel mit Hans Werner Henze. Briefe und Dokumente. Allitera, München 2022, ISBN 978-3-96233-304-1.
- mit Knut Andreas: Musikalischer Kosmos Brasilien. Themenheft Die Tonkunst. Jahrgang 17, Heft 3, 2023, ISSN 1863-3536, S. 260–345.  Enthält zehn Beiträge brasilianischer und deutscher Autoren (Inhaltsverzeichnis).
- Ilse Weber: „Es war einmal, es ist noch gar nicht lange her“. Erzählungen für Kinder 1928–1935. Hentrich & Hentrich, Leipzig 2023, ISBN 978-3-95565-589-1.